# Salvatore Rosso
Salvatore Rosso (* 7. März 1920 in Collesano) ist ein italienischer Filmregisseur.
Rosso begann seine Karriere als Regieassistent 1947 unter Pino Mercanti und übte diese Tätigkeit bei zahlreichen Filmen bis 1963 aus, unter anderem wiederholt bei Pietro Germis Werken. Zweimal führte er selbst Regie, wobei die Ergebnisse kaum bemerkenswert waren: Der 1958 entstandene Carosello spagnolo war praktisch nirgendwo zu sehen und der zehn Jahre später gedrehte Italowestern Der Fremde von Paso Bravo konnte dem Genre keinerlei neue Aspekte abgewinnen. Mitte der 1970er Jahre war er bei ein paar wenigen Filmen wieder dabei, dieses Mal als Mitarbeiter im Produzententeam.

## Filmografie
- 1958: Carosello spagnolo
- 1968: Der Fremde von Paso Bravo (Uno straniero a Paso Bravo)